# Martin Carter
Martin Wylde Carter (Georgetown, 7 de junio de 1927 - Ib., 13 de diciembre de 1997) fue un poeta guyanés. Es más conocido por sus poemas de resistencia y revolución.
Sus orígenes mestizos incluyen antepasados europeos, hindúes y africanos. Empezó a publicar en 1950 en Thunder (órgano del Partido Progresista del Pueblo y en el diario literario de A.J. Seymour, Kyk-over-Al.
Su obra Poemas de Resistencia (1954) lo consagró como una de las voces políticamente comprometidas más importantes del panorama mundial. A finales de los años 1950 rompe con el PPP y se une al nuevo partido de Forbes Burnham, el Congreso Nacional del Pueblo. Ocupará el cargo de Ministro de Información entre 1964 y 1970. A finales de la década pasará a militar en la Alianza Popular de los Trabajadores (Working People's Alliance, WPA) que dirigen Eusi Kwayana y Walter Rodney.
Aunque en sus inicios su poesía estaba muy comprometida con los movimientos sociales, su obra fue evolucionando hacia una lírica más personal. Es conocido sin embargo sobre todo por un poderoso poema de protesta de los años 1960: «I come from the nigger yard of yesterday».
En el Concierto en directo en el Lincoln Center en beneficio de las víctimas del Huracán Katrina, Danny Glover leyó algunos poemas de Carter, difundiendo así por primera vez en el siglo XXI la obra de este poeta.

## Traducciones al español
Hay dos volúmenes con traducciones de poemas de Martin Carter al español:
Poesías escogidas/Selected Poems, en texto bilingüe. David Dabydeen (ed.), Salvador Ortiz-Carboneres (trad.), Gemma Robinson (intro.), Leeds, Peepal Tree Press, 2005, 155 pp.
Poemas de afinidad y resistencia, en texto bilingüe (recoge los libros Poems of Affinity 1978-1980 y Poems of Resistance from British Guiana). Traducción e introducción de Luis Ingelmo, Zamora, El sinsonte en el patio vecino, 2009, 170 pp.